# Tenteling
Tenteling – miejscowość i gmina we Francji, w regionie Grand Est, w departamencie Mozela.
Według danych na rok 1990 gminę zamieszkiwało 786 osób, a gęstość zaludnienia wynosiła 109 osób/km² (wśród 2335 gmin Lotaryngii Tenteling plasuje się na 449. miejscu pod względem liczby ludności, natomiast pod względem powierzchni na miejscu 814.).